# 6over4
6over4 és un mecanisme de transició a IPv6 pensat per transmetre paquets IPv6 entre nodes de doble pila per una xarxa IPv4 amb multicast. L'IPv4 s'utilitza com a nivell d'enllaç virtual (Ethernet virtual) damunt del qual pot funcionar IPv6.

## Com funciona 6over4
6over4 defineix un mètode trivial per generar una adreça IPv6 local a l'enllaç a partir d'una adreça IPv4, i un mecanisme per fer descoberta de veíns (Neighbor Discovery Protocol) sobre IPv4.

### Generació de l'adreça local a l'enllaç
Qualsevol ordinador que vulgui participar en 6over4 sobre una xarxa IPv4 donada pot establir una interfície virtual de xarxa IPv6. L'adreça local a l'enllaç es determina de la manera següent:
- comença amb fe80:0000:0000:0000:0000:0000, o fe80:: de manera abreujada,
- Els 32 bits més baixos han de ser l'adreça IPv4 de l'ordinador en codi binari.

Per exemple, l'ordinador 192.0.2.142 utilitzaria fe80:0000:0000:0000:0000:0000:c000:028e com a adreça IPv6 local a l'enllaç (192.0.2.142 és c000028e en notació hexadecimal). Una notació més abreujada seria fe80::c000:28e.

### Mapeig d'Adreces Multicast
Per fer descoberta de veïns (Neighbor Discovery) ICMPv6, s'ha de fer servir multicast. Qualsevol paquet multicast IPv6 s'encapsula en un paquet multicast IPv4 amb destí 239.192.x.y, on x i y són respectivament els bytes penúltim i últim de l'adreça multicast IPv6.

### Descoberta de veïns
Donats una adreça local a l'enllaç i un mapeig d'adreces multicast, un ordinador pot utilitzar ICMPv6 per a descobrir els seus veïns i routers sobre el mateix enllaç, i ja pot fer l'autoconfiguració sense estat de manera normal, tal com ho faria sobre Ethernet, per exemple..

## Limitacions de 6over4
6over4 necessita que hi hagi disponibilitat de multicast IPv4, que no té un suport gaire ampli a la infraestructura de xarxa IPv4 i, per tant, té un ús pràctic limitat i no el suporten els sistemes operatius més comuns.
Per connectar ordinadors IPv6 en diferents enllaços físics, s'ha d'habilitar l'encaminament de multicast IPv4 als routers que interconnecten aquests enllaços.
ISATAP és una alternativa més complexa a 6over4 que no necessita multicast IPv4.